# Amikumu
Amikumu és una aplicació multisistema per a telèfons intel·ligents (Android i iOS), amb la qual pots trobar i contactar amb esperantistes propers o parlants d'altres idiomes. L'aplicació funciona de dues maneres, pots trobar esperantistes propers per llista o per mapa. L'aplicació es va llançar per als esperantistes el 22 d'abril de 2017. L'aplicació per a Android va ser programada amb Java, l'aplicació per a iOS amb Swift i el servidor amb Ruby on Rails. El 2016, Amikumu va fer una crida per recollir fons a Kickstarter a càrrec dels esperantistes Chuck Smith i Evildea. Es van recaptar més de 3.000 euros en les primeres 10 hores. L'objectiu era arribar als 8500 euros. Aquesta quantitat es va assolir després de 27 hores.

## Amikumu 4.0
Amikumu 4.0 es va llançar el 18 d'abril de 2022, primer la versió per a iPhone i uns dies després la versió per a Android. Tot el sistema va ser reprogramat per Xamarin Forms, fent servir tant per a Android com per iOS la mateixa codificació. Més d'un miler de persones van utilitzar l'aplicació el 2022. Les funcions bàsiques de l'aplicació són gratuïtes. Un pot convertir-se en membre d'or per obtenir més funcions.